# Тихон Никаноров
Тихон Никаноров познат и као Тихон Вороњешки (рус. Тихон Никаноров; Тихон Воронежский, рођен 30. јануара 1855. у Новгородској губернији — преминуо 27. фебруара 1920. у Вороњежу) је православни светитељ и архиепископ Руске православне цркве.

## Рођење и младост
Рођен је 30. јануара 1855. године у месту Кирјога (рус. Кирюга) у Новгородској губернији као Василиј Варсонофијевич Никаноров (рус. Василий Варсонофиевич Никаноров). Родио се у православној породици од оца чтеца . Године 1877. завршио је Новогородску духовну богословију (рус. Новгородская духовная семинария), а 1881. године Санкт Петербуршку духовну академију.

## Монашење и епископство
Године 1884. постаје инспектор Новгородске духовне богословије и убрзо након тога постаје монах, добија монашко име Тихон као и чин јеромонаха. Године 1890. добија чин архимандрита, а убрзо постаје и ректор Новгородске духовне богословије. Отац Тихон постаје 1891. године игуман Антонијевог манастира у Новгороду посвећеног Антонију Римљанину.
Године 1892. Тихон постаје викарни архијереј добивши викаријатство Можајско које се налази у саставу Московске епархије. Самосталан архијереј постаје 1899. године поставши епископ Полоцки и Глубокојски (рус. По́лоцкая и Глубо́кская епархия).
Године 1902. мења епархију и постаје епископ тадашње Пензенске и Саранске епархије (рус. Пензенская и Саранская епархия), данашња Пензенска и Нижнеломовска (рус. Пензенская и Нижнеломовская епархия). На месту епископа је остао до 25. јула 1907. године. Исте године постаје настојатељ (игуман) Новојерусалимског манастира код Москве.
Епископ Калушке епархије (рус. Калужская епархия) постаје 1912. године.

## Архиепископ и смрт
Тихон постаје архиепископ 13. маја 1913. године дошавши у Вороњешку и Задонску епархију. Године 1917-1918 је био учесник Сабора Руске православне цркве.
Након Бољшевичке револуције мученички је страдао 27. децембра 1918. године (9. јануара по грегоријанском календару) тако што је обешен на царским дверима.
У августу 2000. године је канонизован у Руској православној цркви као свештеномученик.